# Софийская улица (Хельсинки)
Софи́йская улица (фин. Sofiankatu, швед. Sofiegatan) — одна из улиц исторического центра Хельсинки в районе Каартинкаупунки. Проходит от улицы Парк Эспланады (Рыночная площадь) до Александровской улицы (Сенатская площадь). Протяжённость — около 100 м.

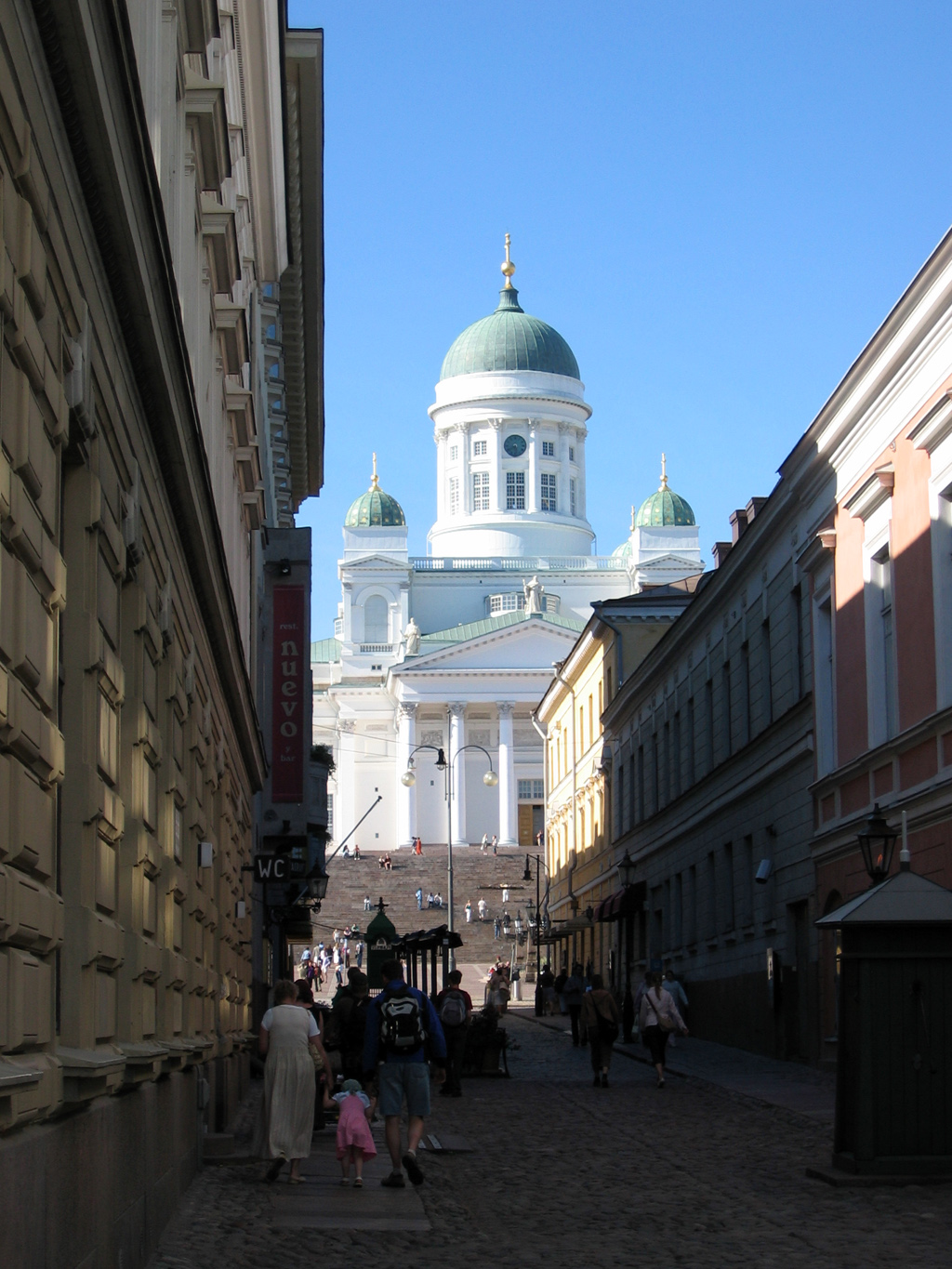
Вид с Софийской улицы на Собор Св. Николая (Сенатская площадь)

На улице расположен Городской музей Хельсинки.

## История
Существует с 1640-х годов. Ранее называлась Церковная улица (Kirkkokatu) и была несколько длиннее. В 1812 году была сокращена до нынешних размеров. Тогда же получила современное название по имени матери императора Александра I Марии Федоровны, до крещения — принцессы Софии.
Сегодняшний облик улицы сформировался в основном в 1800-х годах. Архитекторами некоторых зданий являлись Карл Людвиг Энгель и Ларс Сонк.
В начале 1900-х большинство зданий Софийской улицы были заняты под офисы. Сегодня пешеходная Софиенкату является самым популярным у туристов переходом от Сенатской площади к Рыночной и обратно.